# Пераму
4°53′02″ пн. ш. 114°56′38″ сх. д. / 4.884° пн. ш. 114.944° сх. д.
Пераму — один з 18 мукімів (районів) округи (даера) Бруней-Муара, Бруней.

## Райони
- Кампонг Пераму
- Кампонг Пекілонг Муара
- Кампонг Сетіа Паhлаwан Лама
- Кампонг Бакут Сірайа Муда 'А'
- Кампонг Бакут Сірайа Муда 'Б'
- Кампонг Луронг Секуна
- Кампонг Бакут Берумпут